# Dipelicus triangularis
Dipelicus triangularis är en skalbaggsart som beskrevs av Xavier Montrouzier 1855. Dipelicus triangularis ingår i släktet Dipelicus och familjen Dynastidae. Utöver nominatformen finns också underarten D. t. nasutus.